# Vikingrijn

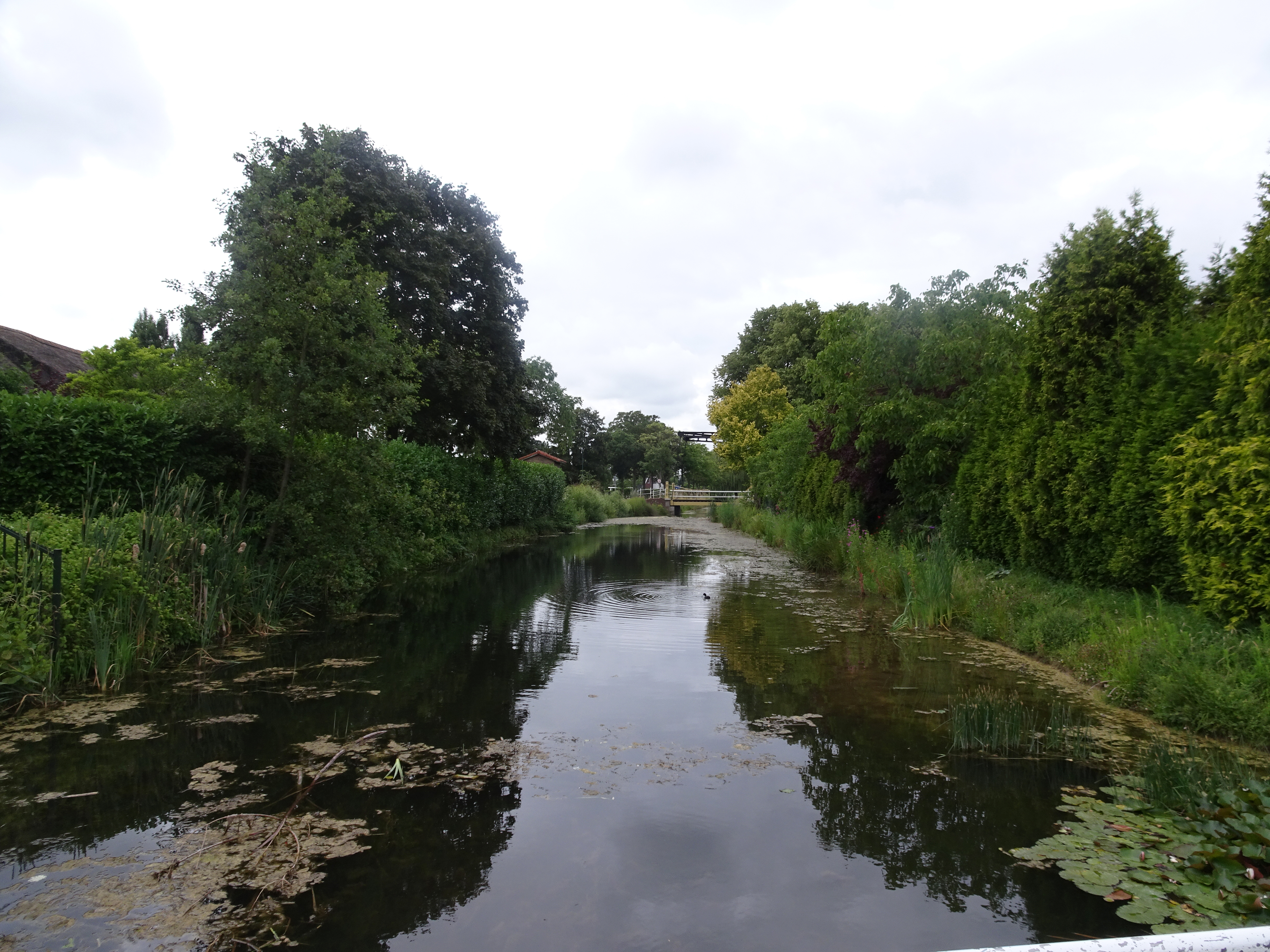
Vikingrijn met Jeremiebrug

De Vikingrijn is een opnieuw uitgegraven deel van een oorspronkelijke loop van de rivier de Rijn in het Máximapark in de gemeente Utrecht.
De Rijn is ten westen van de stad Utrecht na de Romeinse tijd sterk gaan verzanden en daarom werd reeds in de vroege middeleeuwen de Vleutense Vaart gegraven. Bij Den Hoet sloot deze aan op de rivier de Rijn. Deze vervolgde zijn weg naar het westen door de huidige buurt Het Zand en het huidige Máximapark en stroomde daarna verder via Vleuten en Harmelen. Vanaf Harmelen ging het verder zeewaarts volgens het nog aanwezig traject van de Oude Rijn door Woerden, Alphen aan den Rijn en Leiden.
Ook de Rijn tussen Den Hoet en Harmelen werd steeds moeilijker te bevaren. Ter vervanging van dit gedeelte werd in 1381 het kanaal de Oude Rijn van Utrecht, via De Meern naar Harmelen gegraven. De rivier De Rijn tussen Den Hoet en Harmelen werd nu alleen nog gebruikt voor de lokale scheepvaart, onder andere voor het transport van de gewonnen klei in het gebied van Alendorp. Dit speelde zich af in de late middeleeuwen. Hierna werd deze oude rivier steeds onbelangrijker, wat ook tot uitdrukking kwam in de namen die aan delen van deze rivier werden gegeven: de Alendorperwetering voor het deel tussen Den Hoet en Vleuten, de Vleutense Wetering voor het deel door Vleuten tot aan de Hamtoren, de Heicop voor het deel tussen de Hamtoren en een punt ten zuiden van Kasteel de Haar en de Bijleveld voor het deel vanaf dit punt tot Harmelen.
Door verdere verzanding en het dichtgroeien van niet gebruikte delen van de rivier verdwenen deze uit het landschap. Dit gold onder ander voor een deel van de Alendorperwetering. Bij de aanleg van het Máximapark is door uitgraving weer een deel van de vroegere Rijn zichtbaar gemaakt. Hieraan is de naam Vikingrijn gegeven. Deze heeft een breedte tot zo'n 30 meter, waarvan wordt aangenomen dat de Rijn in de tijd van de Noormannen ongeveer zo breed was. De breedte van het niet verdwenen deel van de Rijn, de nabijgelegen Alendorperwetering is ongeveer 10 meter. De verklaring voor dit breedteverschil is de tijd. De Alendorperwetering geeft de situatie weer van een half millennium na de tijd van de Noormannen.
Bij het graven van de Vikingrijn in 2009-2010 werden twee middeleeuwse schepen blootgelegd. Zie hiervoor het artikel schepen van De Meern.